# Cot Paluhraya
Cot Paluhraya är en kulle i Indonesien.   Den ligger i provinsen Aceh, i den västra delen av landet, 1 700 km nordväst om huvudstaden Jakarta. Toppen på Cot Paluhraya är 92 meter över havet.
Terrängen runt Cot Paluhraya är platt åt nordost, men åt sydväst är den kuperad.Runt Cot Paluhraya är det tätbefolkat, med 383 invånare per kvadratkilometer. Närmaste större samhälle är Bireun, 4,0 km nordost om Cot Paluhraya. Trakten runt Cot Paluhraya består till största delen av jordbruksmark.